# Елшки окръг
Елшки окръг (на полски: Powiat ełcki) е окръг в Североизточна Полша, Варминско-Мазурско войводство. Заема площ от 1112,79 км2. Административен център е град Елк.

## География
Окръгът се намира в историческата област Мазурия. Разположен е в източната част на войводството.

## Население
Населението на окръга възлиза на 88 838 души(2012 г.). Гъстотата е 80 души/км2.

## Административно деление
Административно окръгът е разделен на 5 общини.
Градска община:
- Елк

Селски общини:
- Община Елк
- Община Калиново
- Община Простки
- Община Старе Юхи

## Фотогалерия
- Елк
- Старе Юхи